# 2025年の日本競馬
2025年の日本競馬（2025ねんのにほんけいば）では、2025年（令和7年）の日本競馬界についてまとめる。
2024年の日本競馬 - 2025年の日本競馬 - 2026年の日本競馬

## 概要

### 中央競馬
日本中央競馬会（JRA）は、2024年9月23日に開催日割と重賞日程を発表。
年初は1月5日（中山・中京）から始まり、12月28日（中山・阪神）まで開催。祝日を含む3日間開催は、前年から1節増の4節（1月11日・12日・13日（中山・中京）、9月13日・14日・15日（中山・阪神）、10月11日・12日・13日（東京・京都）、11月22日・23日・24日（東京・京都・福島））で実施。

#### 開催日割の変更点
- 2024年から行われている阪神競馬場のリフレッシュ工事に伴い、平年の第1回京都競馬を中京競馬場に振替。なお、工事終了後の阪神競馬の開催は、平年通りとする[1][2]。
- 1月から3月の第1回小倉競馬を、6週（12日）に拡大[1][2]。
- 第3回東京競馬、および第3回阪神競馬を1週短縮し、4週（8日）から3週（6日）とする。これにより、夏季競馬期間が1週短縮される[1][2]。
- 近年暑熱対策のため札幌と新潟の2場開催としてきた期間をなくし、西日本地区は小倉競馬（4週・8日）→中京競馬（6週・12日）の施行順とする[1][2]。
- 夏季競馬の1週短縮（前述）に伴い、第4回中山競馬、および第4回阪神競馬の開始週を1週繰り上げ。また、第4回東京競馬、および第3回京都競馬を4週（8日）から5週（11日）に拡大する[1][2]。

#### GI競走の変更点
- 桜花賞・皐月賞・NHKマイルカップ・優駿牝馬（オークス）・東京優駿（日本ダービー）の出走馬決定方法を、以下の通り変更。賞金加算の対象は2024年の2歳馬競走から[3]。
  - 現行：通算の収得賞金
  - 変更後：芝コースで行う中央競馬のオープン・1勝クラス競走、およびパートIに定める外国の競走で獲得した収得賞金（優先出走権保有馬は最優先とする）
- 暑熱対策および梅雨の影響を考慮し、宝塚記念の施行時期を2週繰り上げる[1][2]。
- 秋季競馬の開催時期繰り上げ（前述）に伴い、スプリンターズステークスの施行時期を1週繰り上げる[1][2]。
- 阪神競馬場リフレッシュ工事の終了に伴い、宝塚記念・阪神ジュベナイルフィリーズ・朝日杯フューチュリティステークスは、京都競馬場から阪神競馬場に復帰[4]。
- ホープフルステークスは施行日を12月27日とし、中山大障害と同日に施行する[1][2]。
- 大阪杯・天皇賞（春）・宝塚記念・天皇賞（秋）の1着本賞金を、いずれも3億円に増額[5]。また、中山グランドジャンプと中山大障害の1着本賞金を、いずれも7000万円に増額する[6][7]。
- 中山グランドジャンプは、施行時期の中山競馬場芝コースがCコースとなるのに伴い、施行距離を芝4260mに変更する[6][7]。
- 従来、同一年に大阪杯・天皇賞（春）・宝塚記念をすべて優勝した馬、天皇賞（秋）・ジャパンカップ・有馬記念をすべて優勝した馬にはそれぞれ2億円（外国産馬は1億円）の褒賞金が交付されていたが、これを3億円（外国産馬は1億5000万円）に増額。さらに、上記6競走のうち3競走で優勝した馬には、新たに2億円（外国産馬は1億円）の褒賞金を交付する（ただし3億円の交付対象馬は除く）[6][7]。
- 宝塚記念・ジャパンカップ・有馬記念の地方競馬所属馬の出走資格を「オープン馬のみ」に変更。下級条件の地方競馬所属馬は出走できなくなる[8]。
- ジャパンカップへの一流外国馬の参戦を促すため、国際交流競走褒賞金交付基準の一部変更を発表。従来は4着以下は一律20万米ドルだったが、新たに4着馬45万米ドル、5着馬30万米ドルを設定。また、指定外国競走にドイツのベルリン大賞とオイロパ賞を追加[9]。

#### GII・GIII競走の変更点
- 新設重賞[1][2][4]
  - 米子ステークス（L）を「しらさぎステークス」に名称変更のうえ、（新設重賞）とする。併せて、日本グレード格付け管理委員会にGIII格付を申請（1月22日付で格付承認[10]）
- 宝塚記念の施行時期の変更に伴い、施行時期等を変更する競走[4]
  - エプソムカップ（GIII）は施行時期を6月から5月に変更のうえ、出走資格を3歳以上から4歳以上に変更
  - 新潟大賞典（GIII）は、施行時期を5月上旬から5月中旬に変更
  - チャレンジカップ（GIII）は施行場を京都競馬場から阪神競馬場に復帰のうえ、施行時期を12月から9月に、負担重量をハンデキャップに変更
  - 鳴尾記念（GIII）は施行場を京都競馬場から阪神競馬場に復帰のうえ、施行時期を6月から12月に、施行距離を芝外回り1800mに変更
- GI競走前哨戦の実施時期等の変更[1][4]
  - 近年の馬の出走動向の変化を踏まえ、当該GI競走との間隔を広げるために実施時期を変更。
  - 弥生賞ディープインパクト記念（GII）・ニュージーランドトロフィー（GII）・フローラステークス（GII）を除く3歳GI競走のトライアル競走の施行を早める。このうち、ローズステークス（GII）・神戸新聞杯（GII）は施行場を中京競馬場から阪神競馬場に復帰。
  - 阪急杯（GIII）は施行時期を早めるため、施行場を阪神競馬場から京都競馬場に変更。
- 開催日割の変更に伴い競走名・施行条件を変更する競走[1][2][4]
  - 東海テレビ杯東海ステークス（GII）は施行場を京都競馬場から中京競馬場に復帰のうえ、「東海テレビ杯」の冠を削除し、名称を「プロキオンステークス」に変更
  - 小倉サマージャンプ（J・GIII）は施行場を中京競馬場から小倉競馬場に復帰のうえ、施行時期を8月から2月に、名称を「小倉ジャンプステークス」に変更
  - 愛知杯（GIII）は小倉競馬場での開催を継続し、名称を「小倉牝馬ステークス」に変更
  - 京都牝馬ステークス（GIII）は施行場を中京競馬場に変更のうえ、施行時期を2月から3月に、名称を「愛知杯」に変更
  - 小倉記念（GIII）は施行場を中京競馬場から小倉競馬場に復帰のうえ、施行時期を8月から7月に変更
  - プロキオンステークス（GIII）は施行場を小倉競馬場から中京競馬場に復帰のうえ、施行時期を7月上旬から7月下旬に、競走名を「東海ステークス」に変更
  - 中京記念（GIII）は施行場を小倉競馬場から中京競馬場に復帰のうえ、施行時期を7月から8月に、負担重量を別定に変更
  - 小倉2歳ステークス（GIII）は中京競馬場での開催を継続し、施行距離を芝1200mから芝1400mに、名称を「中京2歳ステークス」に変更
  - 前年に開催時期を入れ替えた北九州記念（GIII）とCBC賞（GIII）は、同時期での施行を継続
- 名称を変更する競走[1][2][4]
  - 金鯱賞（GII）は、「東海テレビ杯」の冠を付与し「東海テレビ杯金鯱賞」に変更
  - アーリントンカップ（GIII）は、「チャーチルダウンズカップ」に変更[注 1]
  - 夕刊フジ賞オーシャンステークス（GIII）は、「夕刊フジ賞」の冠を削除[注 2]し「オーシャンステークス」に変更
  - アイルランドトロフィー府中牝馬ステークス（GII）は、「アイルランドトロフィー」に名称変更
  - マーメイドステークス（GIII）は施行場を東京競馬場に変更のうえ、競走名を「府中牝馬ステークス」に変更
  - 東京中日スポーツ杯武蔵野ステークス（GIII）は、「東京中日スポーツ杯」の冠を削除[注 3]し、「武蔵野ステークス」に変更[11]
  - 本年のフジテレビ賞スプリングステークス（GII）は、フジテレビから寄贈賞と冠レース名の付与を辞退するとの申し出があったため、「フジテレビ賞」の冠を削除し「スプリングステークス」に変更[12]
  - 本年の関屋記念（GIII）は、「新潟競馬場開設60周年記念」の副題をつけて施行[13]
  - 本年のサウジアラビアロイヤルカップ（GIII）は、「日本・サウジアラビア外交関係樹立70周年記念」の副題をつけて施行[14]
- 阪神競馬場リフレッシュ工事及び同工事の終了に伴い施行場を変更する競走[4]
  - 京都金杯（GIII）・シンザン記念（GIII）・日経新春杯（GII）は、京都競馬場から中京競馬場に変更
  - 阪神ジャンプステークス（J・GIII）・セントウルステークス（GII）・シリウスステークス（GIII）は、中京競馬場から阪神競馬場に復帰
  - 阪神カップ（GII）は、京都競馬場から阪神競馬場に復帰
- 競走条件を変更する競走[4]
  - 函館記念（GIII）は、施行時期を7月から6月に変更
  - 関屋記念（GIII）は、施行時期を8月から7月に、負担重量をハンデキャップに変更
  - 新潟記念（GIII）は、負担重量を別定に変更
- 賞金額の変更
  - 障害重賞の1着本賞金を増額し、J・GII競走は4500万円、J・GIII競走は3000万円とする[6][7]
- 暑熱対策に伴う変更
  - 東京ジャンプステークス（J・GIII）は、前年の第8競走から第4競走に変更して施行する[13]。

#### その他の競走に関する変更点
- 前年より新潟競馬場で実施した「競走時間帯の拡大」を、同期間の第3回中京競馬でも実施し、期間を2週から4週に拡大（7月26日 - 8月17日）する[1][15]。
- 従来は夏季競馬で終了していた3歳未勝利戦の施行時期を延長し、第4回中山競馬5日目・第4回阪神競馬5日目（9月15日）までとする[6][7]。
- 3歳（4歳）以上3勝クラスの出走馬決定方法について、優先出走が認められる成績対象期間が、従来の「4節以内」から「8節以内」に拡大[6][7]。
- 従来、障害競走は第3場を中心として編成されていたが、障害重賞における競走内容の充実を図る観点から、春の福島競馬と秋の新潟競馬で施行していた障害競走を同時期の主場にて施行する[6][7]。
- これまで、騎手の負担重量の減量対象期間は平地・障害とも「騎手免許取得から5年間」だったが、障害のみ本年から「初騎乗した日から5年間」に変更[6][7]。
- 中山競馬場（芝2000m・芝2200m）のCコース使用時のフルゲートを、17頭から18頭に拡大する[6][7]。
- 第1回小倉競馬1日目（1月25日）第10競走「企救丘特別」は、「北九州モノレール開業40周年記念」の副題をつけて施行[16]。
- 第1回阪神競馬1日目（3月1日）第10競走は、「阪神競馬場リニューアルオープン記念」の名称で施行[16]。
- 第2回阪神競馬4日目（4月6日）第10競走「夢洲ステークス」は、「大阪・関西万博開催記念」の副題をつけて施行[16]。
- 第3回中山競馬4日目（4月6日）第11競走「美浦ステークス」は、「美浦村村政施行70周年記念」の副題をつけて施行[16]。
- 第2回東京競馬1日目（4月26日）第9競走「石和特別」は、「ウインズ石和開設40周年記念」の副題をつけて施行[16]。
- 第2回東京競馬7日目（5月17日）第10競走「立川特別」は、「ウインズ立川開設40周年記念」の副題をつけて施行[16]。
- 第2回東京競馬10日目（5月25日）第9競走「調布特別」は、「調布市制施行70周年記念」の副題をつけて施行[17]。
- 第3回東京競馬2日目（6月8日）第10競走「八王子特別」は、「即PAT20周年記念」の副題をつけて施行[13]。
- 第2回小倉競馬4日目（7月6日）第9競走「小郡特別」は、「ウインズ小郡開設20周年記念」の副題をつけて施行[13]。
- 第2回札幌競馬4日目（8月31日）第11競走「日高ステークス」は、「日高育成牧場開設60周年記念」の副題をつけて施行[13]。
- 第4回阪神競馬1日目（9月6日）第10競走「西宮ステークス」は、「西宮市市制施行100周年記念」の副題をつけて施行[14]。
- 第4回東京競馬1日目（10月4日）第10競走「白秋ステークス」は、「エクセル田無開設30周年記念」の副題をつけて施行[14]。
- 第4回東京競馬1日目（10月4日）第11競走「グリーンチャンネルカップ」は、「開局30周年記念」の副題をつけて施行[14]。
- 第3回福島競馬1日目（11月8日）第9競走「三春駒特別」は、「三春町合併70周年記念」の副題をつけて施行[14]。
- イクイノックスが顕彰馬に選定されたことを記念し、以下の通り記念競走を施行[14]。
  - 第5回東京競馬2日目（11月9日）第10競走：顕彰馬選定記念 イクイノックスメモリアル
- 音無秀孝元調教師が顕彰者に選定されたことを記念し、以下の通り記念競走を施行[14]。
  - 第4回京都競馬6日目（11月23日）第10競走：顕彰者選定記念 レジェンドトレーナーカップ（音無秀孝元調教師）
- JRAアニバーサリーに関連して、本年は以下の競走を施行[14]。
  - 第4回中山競馬5日目（9月15日）第10競走：2005メモリアル ディープインパクトカップ
  - 第4回阪神競馬5日目（9月15日）第10競走：2015メモリアル モーリスカップ
  - 第4回阪神競馬5日目（9月15日）第11競走：JRAアニバーサリーステークス

#### 場外発売の変更点
- エクセル田無は2月1日より、UMACA専用の発売所に変更する[18]。
- インターネット投票「即PAT」において、キャッシュレス決済の導入を検討する[8]。
- 2022年9月から休止していた「JRAペイジー入金サービス」を、1月10日18時30分より再開。なお、休止前とは対象金融機関などが一部変更となった[19]。
- エクセル博多は2月1日より、スマートエリアをUMACA専用エリアとする[20]。
- 8月23日より、J-PLACE札幌中央、札幌駅前、琴似駅前、福島、呉、宇部各場外での発売対象レースを「全場全競走」に拡大[21]。
- 8月23日より、J-PLACE帯広・北見・旭川北彩都・岩見沢・釧路・名寄・網走・琴似駅前・ふかがわではJRA前日発売の対象レースを「発売日の翌日に実施する全重賞レース」に拡大[22]。
- 8月23日より、J-PLACE高知・宿毛・藍住でJRA重賞競走の前日発売を開始[23]。
- ウインズ佐世保（2002年7月開場）は、12月28日をもって馬券の発売を終了する。営業終了後の払戻については、後日発表する[24][25]。

#### 払戻金の上乗せ施策
本年の払戻金上乗せ施策は以下の通り。
- JRAウルトラプレミアム[26]
  - 5月4日（天皇賞（春）施行日）の全場・全競走（計36レースおよびWIN5が対象）において、全ての投票法の払戻率を一律80%にしたうえで、全ての投票法の払戻金に売上の5%相当額を上乗せする。

#### 調教師の新規開業
3月5日付で、以下の調教師が新規開業。特に記載のない調教師の免許取得日は、2024年1月1日。
本年度は2月末日で引退する調教師の免許の有効期間が3月4日まで延長されることに伴い、開業日を3月5日とする。
- 美浦（3名）
  - 浅利英明
  - 田中勝春
  - 柄崎将寿
- 栗東（6名）
  - 秋山真一郎（免許取得：2024年3月1日）
  - 井上智史（免許取得：2025年1月1日）
  - 加藤公太（免許取得：2025年1月1日）
  - 佐藤悠太
  - 東田明士
  - 前川恭子

#### その他の変更点
- 2024年7月31日に、「2025年度調教師および騎手免許試験要領ならびに短期免許制度における成績要件の変更」を発表。外国人騎手の短期免許取得要件が緩和され、以下の項目が追加される。新基準は2025年の短期免許申請者から対象とする[28]。
  - 短期免許制度（平地競走）における成績要件「良好な成績を示した騎手」の基準に、ワールドオールスタージョッキーズ上位成績を追加するとともに、指定G1勝利度数の対象競走を拡大：「当該年または過去2年で、ワールドオールスタージョッキーズ騎手表彰順位5位以内」「過去2年のIFHA（国際競馬統括機関連盟）が発表する『世界のトップ100G1競走』のうち50位以内の競走（ランキング入りした年度の競走に限る）」を追加
  - 短期免許制度（障害競走）における成績要件（リーディング順位）を変更：従来は「本拠地において、過去2シーズンのうちのいずれかでリーディング1位」だったが、変更後は「本拠地において過去2シーズンのうちのいずれかでリーディング3位以内」とする
  - 同時期に免許する人数枠を平地競走および障害競走に分けて設定。従来は「短期免許交付者は同時期に5名以内（含む障害）とする」とされていたが、変更後は「短期免許交付者は同時期に平地免許5名以内、障害免許2名以内とする」に変わる。
- JRAは1月1日より、各競馬場のダートコースのクッション砂の産地等について、JRAホームページで公表を開始することを2024年11月13日に発表。従来、JRAの各競馬場のダートコースのクッション砂は青森県産の砂を中心に使っていたが、近年は産出量が低下したため、青森県産を中心に他産地の砂も混ぜて使用していることから、ダート三冠競走の整備などダートコースへの関心の高まりに対し、発信する情報を追加して馬場情報の充実を図ると説明している[29]。
- 競走馬の暑熱対策の一環として、札幌競馬場・函館競馬場の厩舎へ空調設備を新設する（稼働開始は2026年より）。これにより、JRAの全競馬場の厩舎に空調設備が完備される[8]。
- 騎手のスマートフォン持ち込み事案が多発していることを受け、居室の検査や入室時の所有物確認を強化するほか、騎手のメンタルヘルスケアサポートも実施する[8]。
- JRAは1月15日に「馬主登録要件の見直し」を発表し、所得基準額・資産基準額をそれぞれ以下の通り引き上げる。適用は8月1日以降の申請受付（2026年1月1日以降の審査）からとなる[30]。馬主登録における経済要件の見直しは2013年以来で、JRAの広報は「物価上昇と（競走馬の）セリにおける馬価格の高騰を鑑みて決定しました」と説明している[31]。
  - 所得基準額の見直し
    - （1）個人馬主・法人馬主代表者：現行1700万円→改定後2000万円
    - （2）軽種馬生産者個人馬主・軽種馬生産者法人馬主代表者：現行1000万円→改定後1100万円
    - （3）組合馬主（一般組合員）：現行900万円→改定後1000万円
    - （4）組合馬主（軽種馬生産者組合員）：現行650万円→改定後700万円

  - 資産基準額の見直し
    - 個人馬主・法人馬主代表者：現行7500万円→改定後1億円
- 2024年に実証実験を行った競馬場指定席エリアでの顔認証システムを、6競馬場（札幌・函館・新潟・東京・京都・小倉）の一部指定席エリアにおいて正式導入[32]。
- JRAは競馬学校の厩務員課程について募集要項を変更。9月11日（2025年度厩務員課程10月生入学）より適用される。主な変更点は以下の通り[33]。
  - 応募資格の騎乗経験の項目に「（競走馬・育成馬の牧場経験があることが望ましい）」を追加
  - これまで無制限だった受験回数の上限を5回に設定
  - 修学に係る費用を、これまでの約48万7000円から約17万円に軽減。入学金3万9000円、訓練馬維持負担金の12万円がそれぞれ無償となるほか、食事代約23万円が約7万2000円に軽減される

### 地方競馬
1月 - 3月は「令和6年度」、4月以降は「令和7年度」の開催内容について記述する。
なお、日程等の発表時期は各主催者ごとに異なるため、発表があり次第順次掲載する。
2月3日はシステムメンテナンスを行うため、すべての地方競馬が開催休止となるほか、すべての地方競馬施設で地方競馬の発売・払戻が休止となる（J-PLACEの発売・払戻も同様に休止）。

#### 地方競馬全国協会

##### 新たな褒賞金交付制度
地方競馬全国協会は有力な地方競馬所属馬のダートグレード競走への転戦を促すため、本年より「2025 G/JpnI（ジーワン）グランドボーナス」を開始することを3月18日に発表。
本年に実施されるポイント対象競走（計12競走。以下参照）に出走した地方競馬所属馬にポイントを付与し、年間獲得合計ポイントで順位を競い、1位から10位となった馬の馬主および調教師に褒賞金を交付する。
| - 4月9日：川崎記念 - 4月29日：羽田盃 - 5月5日：かしわ記念 - 6月11日：東京ダービー - 6月25日：さきたま杯 - 7月2日：帝王賞 | - 10月8日：ジャパンダートクラシック - 10月13日：マイルチャンピオンシップ南部杯 - 11月3日：JBCレディスクラシック - 11月3日：JBCスプリント - 11月3日：JBCクラシック - 12月29日：東京大賞典 |

ポイント対象馬は、以下の3つのうちいずれかに該当する地方競馬所属馬（以下参照）。
- （1）当該競走の過去1年以内にG/JpnI競走で6着以内
- （2）当該競走の過去1年以内に重賞競走またはJRAオープン競走で4着以内
- （3）上記対象競走の優先出走権が付与される競走で4着以内

ポイントの付与は、以下のとおり行われる。
- （1）上記対象競走に出走した馬：1ポイント（東京大賞典は2ポイント）
- （2）上記（1）に加え、
  - 上記対象競走で地方内着順1位の馬：3ポイント（東京大賞典は6ポイント）
  - 上記対象競走で地方内着順2位の馬：2ポイント（東京大賞典は4ポイント）
  - 上記対象競走で地方内着順3位の馬：1ポイント（東京大賞典は2ポイント）
- （3）上記（1）・（2）に加え、
  - 3歳ダート三冠競走（羽田盃、東京ダービー、ジャパンダートクラシック）すべてに出走した馬：3ポイント

これらのポイントを積算し、順位を決定する。
1位となった馬の馬主には2000万円、管理調教師には1000万円が交付され、以降100万円ずつ減額されていく。

#### JBC競走について
JBC実行委員会は2024年3月25日に、2025年のJBC競走について実施概要を発表。
JBCクラシック・JBCスプリント・JBCレディスクラシックの3競走は、11月3日に船橋競馬場で開催。JBC2歳優駿は前年に引き続き、同日の門別競馬場で開催する。
施行距離はクラシックとレディスクラシックが船橋ダート1800m、スプリントが船橋ダート1000m、2歳優駿が門別ダート1800m。各競走の格付はクラシック・スプリント・レディスクラシックがJpnI、2歳優駿がJpnIIIとなった。

#### 帯広市（ばんえい競馬）
2月17日に、2025年度の開催日程と重賞競走を発表。4月18日から2026年3月22日まで帯広競馬場で25回・149日開催（ナイター95日、準ナイター30日、薄暮24日）。重賞競走は27競走を施行予定。

##### 馬コロナウイルス感染症による影響
ばんえい競馬では1月8日以降、「疾病」を理由とした競走馬の出走取消が相次いでおり、1月12日には出走予定馬のうち9頭が出走を取り消すなど、深刻な事態となっている。担当者の説明によると「厩舎地区で馬の風邪が蔓延している影響」とされ、原因は調査中としているが、伝染性の強い馬インフルエンザなどではないという。対策として馬房や装鞍所などの消毒を行っているほか、馬と人との接触を避けるため、協賛レースにおける優勝馬の口取り写真撮影を当面の間取りやめたり、報道陣の入場制限などを行っている。担当者は「これまでこういう事例はあまりありませんでした。今後も対策を取っていきます」とした。
その後、ばんえい競馬は1月16日に、競走馬8頭が「馬コロナウイルス感染症」と診断されたことを発表。発熱症状があった競走馬の馬体を検査した結果、8頭より馬コロナウイルス遺伝子の陽性反応が確認されたという。競馬開催は予定通り行う。
1月23日には新規感染馬がいなくなり、発熱等の体調不良馬も平常時同様となったことから、ばんえい競馬は感染症が収束したものと判断し、2月1日より防疫措置を順次緩和することを発表した。

##### 馬インフルエンザによる影響
ばんえい競馬は4月25日に、体調不良馬から届出伝染病の馬インフルエンザが検出されたため、同日に予定していた第2回能力検査を中止としたほか、26日から28日の競馬開催を中止。さらに感染拡大防止の観点から、5月3日から5日の競馬開催、および5月9日に予定していた能力検査も中止。引き続き5月10日から12日の開催も中止となった。なお、開催中止期間中もJRAを含む他場場外発売、帯広競馬場内のイベントは予定通り実施するが、ふれあい動物園は当面の間閉園とする。
ばんえい競馬は発熱等の症状のある馬が減少傾向にあることから、5月17日より競馬開催を再開することを発表。中止期間に予定されていた重賞競走は、17日にカーネーションカップ（BG3）、18日にばんえい十勝オッズパーク杯（BG2）を代替開催する。

#### 北海道（ホッカイドウ競馬）
2月13日に、2025年度の開催日程と重賞競走を発表。4月16日から11月13日まで、門別競馬場で16回・85日開催（全日程ナイター）。ダートグレード競走を含む重賞競走は32競走を施行予定。

##### 重賞競走等の変更点
- 新設競走
  - 11月3日：北海道2歳スプリント（2歳オープン、地方全国交流、1200m、1着賞金1500万円）[47]

##### 新人騎手が他場でデビュー予定も体重調整失敗により騎乗停止
ホッカイドウ競馬と岐阜県地方競馬組合は、2024年12月1日に騎手免許を取得した新人騎手の渡邊準己（北海道）が2月18日から3月24日まで笠松競馬場で期間限定騎乗することを発表。ホッカイドウ競馬所属の新人騎手が開幕を待たずに他場でデビューするのは異例で、関係者によると「このようなケースはほとんど聞いたことがない」という。ところが、デビュー日の2月18日に岐阜県地方競馬組合より、この日の笠松競馬第2競走に騎乗する予定だったにもかかわらず体重調整に失敗したとして、18日・19日の開催日2日間の騎乗停止処分を受け、予定されていた歓迎セレモニーも取りやめとなった。渡邊準は予定を前倒しして、2月22日をもって期間限定騎乗を終了することが岐阜県地方競馬組合より発表された。

#### 岩手県競馬組合（盛岡・水沢競馬）
2月13日に、2025年度の開催日程と重賞競走を発表。通常開催は4月6日に水沢競馬場で開幕し、冬季休催期間を挟み2026年3月17日まで21回・125日（盛岡11回・65日、水沢10回・60日）開催。通常開催終了後の2026年3月22日から31日まで、水沢競馬場で特別開催を1回・6日行う。ダートグレード競走を含む重賞競走は48競走（うち盛岡芝重賞7競走）を施行予定。

#### 南関東公営競馬（特別区競馬組合・神奈川県川崎競馬組合・千葉県競馬組合・埼玉県浦和競馬組合）
2024年10月29日に、2025年（1月 - 12月）の開催日程と重賞競走を発表。競馬場別の開催日数は大井が98日（ナイター76日）、川崎が63日（ナイター49日）、船橋が60日（11月3日を除き通年ナイター）、浦和が56日（通年はくぼ開催）となっている。

##### 重賞競走の変更点
- 格付を変更する競走
  - 京成盃グランドマイラーズ（船橋）：SIIからSIに変更[53]

##### 場外発売の変更点
- 大井競馬の専用場外発売所「オフト新潟（新潟県新潟市）」は、12月31日をもって勝馬投票券の発売を終了し、2026年3月2日をもって払戻も終了する[54]。
- 川崎競馬場では4月1日より、南関東地方競馬の場外発売日を原則として「火曜日から木曜日」に変更（重賞競走の開催がある月曜日と金曜日は発売を行う）。これにより、重賞競走の開催がない金曜日は非営業日となる[55]。

##### 払戻金の上乗せ施策
- 大井競馬（TCKスーパープレミアム）
  - 4月から12月までの重賞競走実施日に、重賞競走のひとつ前の競走が対象。対象競走の払戻率を、一律80%とする（トリプル馬単は対象外）[56]。

##### 調教師の新規開業
- 4月1日付で、水上直人（浦和、免許取得：2024年12月1日）が12馬房で新規開業[57]。
- 5月12日付で、大津剛と長谷川剛史（いずれも船橋、免許取得：2024年12月1日）が新規開業[58]。
- 10月6日付で、森泰斗と石崎駿（いずれも船橋、免許取得：2025年4月1日）がそれぞれ10馬房で新規開業[59]。

##### 大井競馬場外へのトレーニングセンター新設構想と厩舎移転
大井競馬場を所有する東京都競馬は1月17日、新たなトレーニングセンターの建設と厩舎移転の推進について特別区競馬組合と合意したことを発表。現在、大井競馬場内の厩舎所属馬は主に競馬場のコースなどを利用して調教を行っているが、強い馬づくりの観点から調教施設を再整備するうえで敷地面積的に坂路コースなどを設置するのは困難で、競馬場外に新設するのが望ましいと判断。加えて、大井競馬場内の厩舎施設は最も古いものが1962年に完成したもので老朽化による更新時期を迎えたため、厩舎の移転も進めることとなった。東京都競馬の関係者は「現時点においては合意に至ったという段階。時期や詳細については移転先や規模が決まり次第になります」とした。

##### 船橋競馬場のリニューアルオープン
船橋競馬場では、2020年より順次進めてきた競馬場の再整備・パーク化が完了し、3月31日より全面供用を開始することを発表。主な変更点は以下の通り。
- 新入場門（キャロッタ門）の新設
  - 供用開始日：3月31日
  - 光の演出と軽やかな膜屋根（東京ドームと同じ素材）を使用したほか、開催情報等を知らせるLEDビジョン（大小各1台）を設置
- パドックビジョンの更新
  - 供用開始日：3月10日
  - 大きさ：縦8.00ｍ、横14.08ｍ
  - 競馬場で唯一の両面のパドックビジョン
  - ビジョン側面は、蹄鉄模様の穴が開いた金属パネルとなっており、夜は蹉跌模様が浮かび上がる
  - 両面ビジョンの特長を活かし、今後道路側のビジョンを使用しイベント告知等を実施
- パドックの改修
  - 供用開始日：3月31日
  - 地面より掘り下げた「馬かぶり席（22席）」を新設
- 芝生広場の新設
  - 供用開始日：3月31日
  - 面積：約6,000㎡
  - 芝生広場の築山からは、本馬場のレースを見ることができる
- その他
  - 新入場門（キャロッタ門）からスタンド2階へのエスカレーターを設置
  - パドックビジョン脇にスタンド2階へのエレベーターを設置
  - フォトスポットの設置

##### 騎手の通信機器持ち込みによる騎乗停止
埼玉県浦和競馬組合は3月10日、所属騎手の千野稜真に対し、同日から4月18日まで実効30日間の騎乗停止としたことを発表。千野は2024年10月から本年1月にかけて、調整ルームにスマートフォンを持ち込み、監督者の許可を受けずに所定の場所以外で連絡をしたことに加え、他場開催に伴う騎手の自宅待機中に主催者、調教師以外と連絡を行ったことにより、競馬の信用を失墜させたことを処分理由とした。地方競馬全国協会は3月18日、千野の騎手免許継続試験が不合格となったことを発表した。
また、2024年に携帯電話を調整ルームに持ち込んで騎乗停止処分を受けた和田譲治（大井）の騎手免許継続試験について、地方競馬全国協会は調教師・騎手免許試験委員会での審議の結果、今月中に誓約書を徴取することで合格とする「条件付き」の状態であると説明した。合格した場合、1年間は大井競馬場の限定免許になるという。

#### 愛知県競馬組合（名古屋競馬）・岐阜県地方競馬組合（笠松競馬）
1月20日に、2025年度の開催日程を発表。名古屋競馬場は26回・118日、笠松競馬場は21回・90日開催。
重賞競走の詳細は2月21日に発表。名古屋はダートグレード競走を含め20競走、笠松は21競走を施行予定。

##### 重賞競走の変更点
- 名古屋競馬[66]
  - トリトン争覇（SPII）は、施行距離を1700mから1500mに変更し、名港盃の前哨戦とする
  - 名港盃は上半期の古馬中距離重賞の頂点に位置付け、施行距離を2000mから1700mに変更し、格付もSPIIからSPIに変更
  - 若駒盃（P）は、施行時期を8月から11月に変更
  - 弥富記念（P）は施行条件を見直し、明け3歳馬の準重賞から古馬の準重賞に変更。施行距離は1400mに変更し、施行時期は12月に変更
  - 新春ペガサスカップは、SPIからSPIIに変更
  - 名古屋記念（SPI）は、施行距離を1500mから1700mに変更
- 笠松競馬[67]
  - 走路改修のため、クイーンカップ（SPIII）・サマーカップ（SPII）・ブルームカップ（P）の3競走は本年度に限り休止
  - 本年度のネクストスター中日本は、笠松競馬場で施行
  - ゴールドジュニアは、SPIIからSPIIIに変更
  - ジュニアグローリーは、SPIIIからSPIIに変更
  - ウインター争覇（SPIII）は、名称を「レジェンドハンター記念」に改称
  - 撫子争覇（SPIII）は、秋桜賞トライアルから除外
  - 東海クラウンは施行時期を11月上旬から10月下旬に変更のうえ、格付もPからSPIIIに変更

##### その他の変更点
- 笠松競馬場では、7月7日よりキャッシュレス投票の運用を開始。なお、名古屋競馬場・園田競馬場・高知競馬場のキャッシュレス投票カードを所持している場合は、笠松競馬場でもそのまま利用可能[68]。
- 笠松競馬場に、JRA交流厩舎と検疫舎が完成。厩舎は1階に15馬房を備え、2階は関係者が宿泊可能となっている。8月26日以降の笠松競馬開催から稼働を予定している[69]。

##### 払戻金の上乗せ施策
- 名古屋競馬場では、7月7日から9月19日までの名古屋競馬において、各日の第1競走と第2競走を「名古屋モーニングフィーバー」とし、3連単の払戻率を77.7%とする[70]。

##### 騎手の通信機器持ち込みによる処分
愛知県競馬組合は6月3日、騎手の岡部誠に対し、騎手調整ルームに関する管理者指示事項に違反したため、同日から5日までの3日間、騎手変更命令により騎手変更とし、6日以降処分委員会の処分が決定するまで、騎乗を拒否することを発表した。違反内容は、第3回笠松競馬、第5回笠松競馬において、通信機器の使用に関しての違反が確認されたため（調整ルーム等または通信機器の使用を禁止されている時間帯において通信機器を使用した）。その後笠松競馬を管轄する岐阜県地方競馬組合は7月25日、東海地区の競馬非開催日を除く同日から11月18日までの60日間、岡部を騎乗停止にすると発表した。なお競馬の公正を害する通信は認められなかったとしている。
地方競馬全国協会は7月28日に、岡部が騎手免許の継続免許試験に不合格となったことを明らかにした。8月1日以降は、引退扱いとなる。

#### 石川県・金沢市（金沢競馬）
2月19日に、2025年度の開催日程と重賞競走を発表。4月6日から冬季休催期間を挟み2026年3月29日まで、金沢競馬場で22回・92日（県営19回、市営3回）開催。ダートグレード競走を含む重賞競走は26競走を施行予定。
金沢競馬場では5月26日より、本格的なナイター開催を開始。愛称は公募により「百万石かがやきナイター」と決定。

##### 重賞競走の変更点
- 新設重賞
  - 7月8日：金沢クイーン賞（1500m、3歳以上牝馬、1着賞金300万円）[76]

##### 金沢競馬場が豪雨で水没
金沢競馬場では、8月7日未明に発生した豪雨の影響により、7日と8日の場外発売・払戻を取りやめとした。金沢競馬場ではコースや厩舎地区が浸水し、馬の腹の下あたりまで水位が上がるなどし、飼料も水没するなど危険な状態だった。金沢競馬は8日、前日に発生した豪雨の影響により、11日・12日の開催を取りやめることを発表。さらに翌9日には馬場コンディションや施設・整備の状態、競走馬の健康状態を確認した結果、18日・19日の開催も取り止めることを発表した。
北國新聞が報じたところによると、大半の競走馬が長時間脚が水に漬かった状態であったことで、調教でレースに出走可能な状態になるまで一定期間を要するため、9月2日までのレースのエントリー中止を決めた。石川県知事の馳浩は8月25日の県営開催を復旧のめどとして示しているが、レースの再開は早くても9月7日以降となる見込み。

#### 兵庫県競馬組合（園田・姫路競馬）
2024年11月5日に、2024年度（1月 - 3月）の開催日程と重賞競走を発表。園田競馬場は4回・17日（重賞は2競走施行）、姫路競馬場は4回・22日（重賞は5競走施行）開催。
1月31日に、2025年度（4月 - 12月）の開催日程と重賞競走を発表。すべて園田競馬場での開催となり、22回・122日開催（ナイター24日、薄暮22日）。ダートグレード競走を含む重賞競走は24競走を施行予定。

#### 高知県競馬組合（高知競馬）
2月26日に、2025年度の開催日程と重賞競走を発表。4月5日から2026年3月25日まで107日開催（ナイター105日）。ダートグレード競走を含む重賞競走は22競走を施行予定。

##### 重賞競走の変更点
- 持ち回り競走
  - 9月7日：西日本3歳優駿[85]
  - 2026年3月22日：ネクストスター西日本[85]

##### その他の変更点
- 2025年度より、個人協賛競走の受付を休止。なお、企業協賛競走は引き続き受付を行う[86]。

##### 騎手の通信機器持ち込みによる処分
高知県競馬組合は7月20日、8月3日まで高知競馬で期間限定騎乗中だった大井所属騎手の仲原大生に対して、「第6回高知競馬開催の際、調整ルーム入室の際に通信機器を主催者に預けなかった」として、同日の高知競馬について騎手変更命令、及び翌21日以降同組合の処分が決定するまで騎乗を拒否する制裁を科した。

#### 佐賀県競馬組合（佐賀競馬）
3月1日に、2025年度の開催日程と重賞競走を発表。4月5日から2026年3月29日まで、佐賀競馬場で22回・115日開催。ダートグレード競走を含む重賞競走は31競走を施行予定。

##### 重賞競走の変更点
- 栄城賞は、名称を「九州優駿栄城賞」に改称[89]
- 2024九州産グランプリは、名称を「九州産グランプリ」に改称の上、本年以降も継続して施行[89]

##### 馬ふんから堆肥を生産
佐賀県競馬組合は、佐賀競馬場南側の駐車場跡地に馬ふん堆肥化施設を整備し、3月に施設が完成した。競走馬が排泄する1日12トンの馬ふんのうち、4.5トンの馬ふんを堆肥の原料にし、年間656トンの堆肥を生産する。生産された堆肥は7月から希望する農家へ無償提供を開始し、主に土壌改良剤として使用される。競馬主催者が自ら堆肥を生産し、農家などに無償提供するのは全国初の取り組みという。従来は馬ふんの7割を焼却処分し、残りを堆肥作りを手がける生産団体などに引き取ってもらっていたが、年間約7000万円の経費がかかっていた。

## 予定

### 中央競馬の開催日割
予定として発表されている競馬場別の開催日割は以下の通り。
- 札幌競馬場：2回・14日（前年比：増減なし）
- 函館競馬場：1回・12日（前年比：増減なし）
- 福島競馬場：3回・20日（前年比：増減なし）
- 新潟競馬場：4回・24日（前年比：4日減）
- 中山競馬場：5回・42日（前年比：1日増）
- 東京競馬場：5回・45日（前年比：1日増）
- 中京競馬場：5回・33日（前年比：4日増）
- 京都競馬場：4回・39日（前年比：21日減）
- 阪神競馬場：5回・39日（前年比：23日増）
- 小倉競馬場：2回・20日（前年比：4日減）

### 中央競馬の重賞カレンダー
競走名ごと、太字はGI、J・GI競走。
個別に出典を示していない競走には、以下の出典を用いている。
出典：2025年度開催日割（変更版） (PDF)  - 日本中央競馬会、2024年11月15日閲覧、2025年度 重賞競走一覧 (PDF)  - 日本中央競馬会、2024年11月15日閲覧、2025年度競馬番組等について (PDF)  - 日本中央競馬会、2024年11月15日配信・閲覧

#### 8月
- 24日 - 新潟2歳ステークスGIII（新潟競馬場・芝1600m）
- 24日 - キーンランドカップGIII（札幌競馬場・芝1200m）
- 31日 - 新潟記念GIII（新潟競馬場・芝2000m）
- 31日 - 中京2歳ステークスGIII（中京競馬場・芝1400m）

#### 9月
- 6日 - 京成杯オータムハンデキャップGIII（中山競馬場・芝1600m）
- 6日 - 札幌2歳ステークスGIII（札幌競馬場・芝1800m）
- 7日 - 紫苑ステークスGII（中山競馬場・芝2000m）
- 7日 - セントウルステークスGII（阪神競馬場・芝1200m）
- 13日 - チャレンジカップGIII（阪神競馬場・芝2000m）
- 14日 - ローズステークスGII（阪神競馬場・芝1800m）
- 15日 - セントライト記念GII（中山競馬場・芝2200m）
- 20日 - 阪神ジャンプステークスJ・GIII（阪神競馬場・障害芝3140m）
- 21日 - オールカマーGII（中山競馬場・芝2200m）
- 21日 - 神戸新聞杯GII（阪神競馬場・芝2400m）
- 27日 - シリウスステークスGIII（阪神競馬場・ダート2000m）
- 28日 - 第59回スプリンターズステークスGI（中山競馬場・芝1200m）

#### 10月
- 5日 - 毎日王冠GII（東京競馬場・芝1800m）
- 5日 - 京都大賞典GII（京都競馬場・芝2400m）
- 11日 - サウジアラビアロイヤルカップGIII（東京競馬場・芝1600m）
- 12日 - アイルランドトロフィーGII（東京競馬場・芝1800m）
- 13日 - スワンステークスGII（京都競馬場・芝1400m）
- 18日 - 富士ステークスGII（東京競馬場・芝1600m）
- 19日 - 東京ハイジャンプJ・GII（東京競馬場・障害芝3110m）
- 19日 - 第30回秋華賞GI（京都競馬場・芝2000m）
- 25日 - アルテミスステークスGIII（東京競馬場・芝1600m）
- 26日 - 第86回菊花賞GI（京都競馬場・芝3000m）

#### 11月
- 1日 - ファンタジーステークスGIII（京都競馬場・芝1400m）
- 2日 - 第172回天皇賞（秋）GI（東京競馬場・芝2000m）
- 8日 - 京王杯2歳ステークスGII（東京競馬場・芝1400m）
- 8日 - 京都ジャンプステークスJ・GIII（京都競馬場・障害芝3170m）
- 9日 - アルゼンチン共和国杯GII（東京競馬場・芝2500m）
- 9日 - みやこステークスGIII（京都競馬場・ダート1800m）
- 15日 - 武蔵野ステークスGIII（東京競馬場・ダート1600m）
- 15日 - デイリー杯2歳ステークスGII（京都競馬場・芝1600m）
- 16日 - 第50回エリザベス女王杯GI（京都競馬場・芝2200m）
- 22日 - 福島記念GIII（福島競馬場・芝2000m）
- 23日 - 第42回マイルチャンピオンシップGI（京都競馬場・芝1600m）
- 24日 - 東京スポーツ杯2歳ステークスGII（東京競馬場・芝1800m）
- 29日 - 京都2歳ステークスGIII（京都競馬場・芝2000m）
- 30日 - 第45回ジャパンカップGI（東京競馬場・芝2400m）
- 30日 - 京阪杯GIII（京都競馬場・芝1200m）

#### 12月
- 6日 - ステイヤーズステークスGII（中山競馬場・芝3600m）
- 6日 - 鳴尾記念GIII（阪神競馬場・芝1800m）
- 7日 - 第26回チャンピオンズカップGI（中京競馬場・ダート1800m）
- 13日 - 中日新聞杯GIII（中京競馬場・芝2000m）
- 14日 - カペラステークスGIII（中山競馬場・ダート1200m）
- 14日 - 第77回阪神ジュベナイルフィリーズGI（阪神競馬場・芝1600m）
- 20日 - ターコイズステークスGIII（中山競馬場・芝1600m）
- 21日 - 第77回朝日杯フューチュリティステークスGI（阪神競馬場・芝1600m）
- 27日 - 第148回中山大障害J・GI（中山競馬場・障害芝4100m）
- 27日 - 第42回ホープフルステークスGI（中山競馬場・芝2000m）
- 27日 - 阪神カップGII（阪神競馬場・芝1400m）
- 28日 - 第70回有馬記念GI（中山競馬場・芝2500m）

### 地方競馬の開催日割
予定として発表されている競馬場別の開催日割は以下の通り。
南関東を除く各主催者は2024年度（1月 - 3月）・2025年度（4月 - 12月）を分けて表記。南関東（大井・川崎・船橋・浦和）は暦年発表のため（1月 - 12月）で表記する。
- 帯広競馬場：（1月 - 3月）36日[91]（4月 - 12月）113日[92]
- 門別競馬場：（4月 - 12月）85日[46]
- 盛岡競馬場：（4月 - 12月）65日[52]
- 水沢競馬場：（1月 - 3月）12日[93]（4月 - 12月）54日[52]
- 大井競馬場：（1月 - 12月）98日[53]
- 川崎競馬場：（1月 - 12月）63日[53]
- 船橋競馬場：（1月 - 12月）60日[53]
- 浦和競馬場：（1月 - 12月）56日[53]
- 金沢競馬場：（1月 - 3月）7日[94]（4月 - 12月）84日[95]
- 名古屋競馬場：（1月 - 3月）35日[96]（4月 - 12月）83日[65]
- 笠松競馬場：（1月 - 3月）24日[96]（4月 - 12月）64日[65]
- 園田競馬場：（1月 - 3月）17日[83]（4月 - 12月）122日[84]
- 姫路競馬場：（1月 - 3月）22日[83]
- 高知競馬場：（1月 - 3月）37日[97]（4月 - 12月）71日[85]
- 佐賀競馬場：（1月 - 3月）30日[98]（4月 - 12月）84日[89]

### 地方競馬の重賞カレンダー
平地はダートグレード競走、ばんえい競馬はBG1のみ記載。
競走名ごと、太字はGI、JpnI競走。各主催者とも3月までは2024年度、4月 - 12月は2025年度。
個別に出典を明記していない競走は、以下の出典を用いている。
出典：2025年1月〜2025年3月 ダートグレード競走一覧（実施日順、地方競馬のみ） (PDF)  - 地方競馬全国協会、2023年11月15日閲覧、令和6年度重賞競走等実施計画 (PDF)  - ばんえい競馬、2024年3月3日、2024年3月4日閲覧、令和7年（2025年）南関東地方競馬重賞競走の日程 (PDF)  - 南関東4競馬場、2024年10月29日配信・閲覧、2025年1月〜2025年12月 ダートグレード競走一覧（実施日順） (PDF)  - 地方競馬全国協会、2024年10月29日、2024年10月30日閲覧、令和7年度重賞競走等実施計画 (PDF)  - ばんえい競馬、2025年2月17日、2025年2月18日閲覧

#### 8月
- 28日 - ブリーダーズゴールドカップJpnIII（門別競馬場・ダート2000m）

#### 9月
- 2日 - 不来方賞JpnII（盛岡競馬場・ダート2000m）
- 4日 - サマーチャンピオンJpnIII（佐賀競馬場・ダート1400m）
- 23日 - テレ玉杯オーバルスプリントJpnIII（浦和競馬場・ダート1400m）
- 30日 - 白山大賞典JpnIII（金沢競馬場・ダート2100m）

#### 10月
- 1日 - 日本テレビ盃JpnII（船橋競馬場・ダート1800m）
- 2日 - マリーンカップJpnIII（船橋競馬場・ダート1800m）
- 7日 - レディスプレリュードJpnII（大井競馬場・ダート1800m）
- 8日 - 第27回ジャパンダートクラシックJpnI（大井競馬場・ダート2000m）
- 9日 - 東京盃JpnII（大井競馬場・ダート1200m）
- 13日 - 第38回マイルチャンピオンシップ南部杯JpnI（盛岡競馬場・ダート1600m）
- 30日 - エーデルワイス賞JpnIII（門別競馬場・ダート1200m）

#### 11月
- 3日 - JBC2025[36]
  - 第6回JBC2歳優駿JpnIII（門別競馬場・ダート1800m）
  - 第15回JBCレディスクラシックJpnI（船橋競馬場・ダート1800m）
  - 第25回JBCスプリントJpnI（船橋競馬場・ダート1000m）
  - 第25回JBCクラシックJpnI（船橋競馬場・ダート1800m）
- 26日 - 浦和記念JpnII（浦和競馬場・ダート2000m）
- 27日 - 兵庫ジュニアグランプリJpnII（園田競馬場・ダート1400m）
- 30日 - ばんえいオークスBG1（帯広競馬場・200m）

#### 12月
- 17日 - 第76回全日本2歳優駿JpnI（川崎競馬場・ダート1600m）
- 24日 - 名古屋大賞典JpnIII（名古屋競馬場・ダート2000m）
- 25日 - 兵庫ゴールドトロフィーJpnIII（園田競馬場・ダート1400m）
- 29日 - 第71回東京大賞典GI（大井競馬場・ダート2000m）
- 30日 - ばんえいダービーBG1（帯広競馬場・200m）

### 騎手招待・交流競走
- 2025ワールドオールスタージョッキーズ（8月23日・24日、札幌競馬場）[13]
- 2025ヤングジョッキーズシリーズ[99]
  - トライアルラウンド
    - 東日本地区
      - 9月30日：船橋競馬場
      - 10月16日：川崎競馬場
      - 10月21日：盛岡競馬場
      - 10月23日：大井競馬場
      - 10月30日：浦和競馬場

    - 西日本地区
      - 9月17日：名古屋競馬場
      - 9月23日：高知競馬場
      - 9月30日：佐賀競馬場
      - 10月16日：園田競馬場
      - 10月21日：金沢競馬場
      - 10月23日：笠松競馬場

  - ファイナルラウンド
    - 12月18日：園田競馬場
    - 12月20日：JRA中京競馬場

## できごと

### 1月
- 13日 - 園田競馬場で午前6時ごろ、調教を終えて厩舎に戻ろうとしていた30代騎手が騎乗していた馬1頭が暴走、コース内を走っていたほかの2頭に衝突し、騎手3名が落馬。兵庫県警尼崎東署の発表では、このうち騎手の松本幸祐が尼崎市内の病院に搬送されたが死亡が確認され、ほか2名の騎手も打撲などの軽傷を負った。同署が詳しい状況を調べている[100][101]。
- 19日 - この日発売されたWIN5は、対象レース順に2番人気→1番人気→14番人気→4番人気→11番人気が勝利。的中者はおらず、4億4902万3820円が次回にキャリーオーバーとなった。WIN5が的中者なしとなったのは、2020年7月19日以来約4年半ぶりとなった[102]。
- 21日
  - JRAは、中居正広（タレント、23日引退）の女性トラブルにフジテレビ社員が関与していたとの報道に端を発する一連の問題を背景として、同局が制作・放送する競馬中継番組『みんなのKEIBA』やBSフジが放送する『BSスーパーKEIBA』など計5番組のCMを20日から無期限で差し止める対応をとったことが明らかになった。JRA広報は「今後の推移を慎重に見極めたい」とコメントした。中居は2005年・2006年のJRA年間プロモーションキャラクターを務めていた経歴もある[103]。
  - 国際競馬統括機関連盟（IFHA）は「世界のトップ100GIレース」を発表し、日本からは地方競馬の東京大賞典を含む13競走が100位以内にランクインした。最高位はジャパンカップ（5位タイ）だった。国別ではオーストラリア（30競走）、英国（20競走）に次いで3番目に多い数字となっている[104][105]。また、同時に発表された「ロンジンワールドベストレースホースランキング」では、日本調教馬の最高位はドウデュース（5位タイ）となった[106]。
- 25日 - 小倉競馬第11競走（第1回小倉牝馬ステークス、GIII）で、フェアエールング（牝5、美浦・和田正一郎厩舎）とシンティレーション（牝6、美浦・池上昌和厩舎）が1着同着で優勝。JRAで重賞での1着同着は12度目で、重賞の第1回が同着となったのは日本の競馬史上初となった。また、優勝した2頭はいずれも重賞初勝利となった[107]。
- 30日 - 姫路競馬第10競走（マーガレット賞、ダート1400m、12頭）で、1着から順に8番人気→12番人気→11番人気が入線。3連単の払戻金は572万320円（1320通り中1231番人気）となり、従来の姫路競馬の最高配当記録（2009年6月25日、姫路競馬第7競走、558万2530円）を更新した[108]。

### 2月
- 1日
  - JRAは、騎手の大江原比呂（美浦）から騎手免許の取消申請があり、同日付で免許を取り消し、引退したことを発表[109]。師匠の武市康男調教師によると、今後は競馬サークルに残らず、別の道へ進む見込みという[110]。
  - JRAは「降雪による競馬開催への影響が予想されるため」として、2日に施行予定の根岸ステークス（GIII）の前日発売を取りやめとした[111]。また、同様の理由により、2日の東京競馬とWIN5の土曜日夜間発売も取りやめとした[112]。
- 4日 - ばんえい競馬は、帯広市を含む道東での大規模な降雪の影響により、帯広競馬場で予定していた他場発売を取りやめとした。これに伴い、システムの都合により、直営場外発売所（8か所）での場外発売も取りやめとなった[113]。
- 7日
  - 日本レーシングサービスは「積雪が予想されるため」として、8日のBAOO鳥取岩美を終日休館とすることを発表[114]。これに伴い、同日に予定していたJRA場外発売・払戻（J-PLACE鳥取岩美）も休止となった[115]。
  - JRAは「降雪による競馬開催への影響が予想されるため」として、8日の京都・小倉競馬の金曜日夜間発売を取りやめとした[116]。
- 8日 - JRAは積雪のため、京都競馬を開催中止としたほか、9日に施行予定のきさらぎ賞（GIII）の前日発売も取りやめとした。中止となった京都競馬の代替開催は10日に、出馬表の内容を変更せずに行う[117]。さらにJRAは「降雪による競馬開催への影響が予想されるため」として、9日の京都競馬とWIN5の土曜日夜間発売も取りやめとした[118]。
- 10日 - ビッグレッドファームは、ロージズインメイが本年の種付けを行わず、種牡馬を引退することを発表[119]。
- 11日 - JRAは2025年度新規騎手免許試験の合格者を発表し、7名（うち女性1名）が合格した。免許は3月1日付で交付される[120]。また、スマートフォンの不正使用で1年間の騎乗停止処分を受けている小林勝太（美浦）は、騎手免許試験（更新）で不合格となった。現在の騎手免許は3月1日に失効する[121]。
- 12日 - 千葉県競馬組合は、調教師の岡林光浩が免許を更新せず、3月31日をもって引退することを発表[122]。
- 14日 - 特別区競馬組合は、騎手の的場文男が3月31日付で引退することを発表。2024年12月13日の期限までに騎手免許更新を申し込まなかったことが理由とされ、17日にマスコミ向けの引退会見を行い、大井競馬場では第19回開催（3月24日 - 28日）において、的場にちなんだレース名[注 4]を付与するとともに、28日は自身がメインレースの表彰式プレゼンターを務めるなどのイベントを実施[123]。また3月30日には佐賀競馬場で引退記念セレモニーを行う。地方競馬通算成績は4万3497戦7424勝（うち重賞154勝）となった[124][125][126]。特別区競馬組合は3月28日に、的場の功績をたたえ、勝負服の服色（赤、胴白星散らし）を永久保存とすることを発表した[127]。
- 16日 - 東京競馬第1競走（3歳未勝利、ダート1300m、16頭）で、内田博幸（美浦）が史上20人目（現役11人目）となるJRA通算1万4千回騎乗[128]、また同競馬第9競走（雲雀ステークス、4歳以上3勝クラス、芝1600m、16頭）で北村宏司（美浦）が史上13人目（現役8人目）となるJRA通算1万7千回騎乗[129]、さらに小倉競馬第10競走（伊万里特別、4歳以上2勝クラス、ダート1000m、14頭）では藤岡佑介（栗東）が史上39人目（現役22人目）となるJRA通算1万2千回騎乗をそれぞれ達成した[130]。
- 21日
  - JRAは「降雪による競馬開催への影響が予想されるため」として、22日の京都競馬の金曜日夜間発売を取りやめとした[131]。
  - 岩手県競馬組合は、騎手の関本淳が20日付で騎手免許を返上し、引退したことを発表[132]。
- 22日
  - JRAは「降雪による競馬開催への影響が予想されるため」として、23日に予定している小倉大賞典（GIII）の前日発売を取りやめとした[133]。また、同様の理由により、23日の小倉競馬とWIN5の土曜日夜間発売も取りやめとした[134]。
  - サウジアラビアのキングアブドゥルアジーズ競馬場でサウジカップデー諸競走が行われ、メインのサウジカップ（G1）でフォーエバーヤング（牡4、栗東・矢作芳人厩舎）が優勝した[135]ほか、レッドシーターフハンデキャップ（G2）をビザンチンドリーム（牡4、栗東・坂口智康厩舎）[136]、1351ターフスプリント（G2）をアスコリピチェーノ（牝4、美浦・黒岩陽一厩舎）[137]、ネオムターフカップ（G2）をシンエンペラー（牡4、栗東・矢作芳人厩舎）[138]がそれぞれ優勝し、日本調教馬が4勝を挙げた。
- 23日 - 東京競馬第11競走（第42回フェブラリーステークス、GI）で、コスタノヴァ（牡5、美浦・木村哲也厩舎）が優勝。騎乗したレイチェル・キング（豪州）は、女性騎手として史上初めてJRAの平地GIを勝利した[139]。
- 28日 - JRA所属騎手の大塚海渡・鈴木慶太（以上美浦）・白浜雄造（栗東）が同日をもって引退。このうち大塚は調教助手に転向する[140]。また岩手競馬所属調教師の晴山厚司[141]と大井競馬所属調教師の櫻木英喜の2名もこの日付で引退した[142]。

### 3月
- 4日 - JRA所属調教師の石毛善彦・宗像義忠（以上美浦）、音無秀孝・河内洋・木原一良・鮫島一歩・藤沢則雄（以上栗東）が定年のため引退。また、村山明（栗東）が勇退した[143]。
- 6日 - 埼玉県浦和競馬組合は、所属騎手の内田利雄が31日付で引退することを発表[144]。17日に引退記者会見が行われ、また21日に行われた浦和競馬第12競走（3着）が最終騎乗となり、さらに終了後には引退セレモニーが行われた。今後は地方競馬全国協会参与（マイスター職）となり、地方競馬教養センターで騎手候補生の育成指導にあたる[145][146]。
- 8日 - JRAは「降雪による影響が予想されるため」として、9日に中山競馬第11競走で施行予定の弥生賞ディープインパクト記念（GII）の前日発売を取りやめとした[147]。また、同様の理由により、9日の中山競馬とWIN5の土曜日夜間発売も取りやめとした[148]。
- 9日 - 午前7時ごろ、JRA美浦トレーニングセンターで62歳の男性調教助手が落馬する事故が発生。男性は頭を強く打っており、搬送先の病院で死亡が確認された[149]。
- 11日 - 水沢競馬第4競走（C2一、ダート1400m、11頭）で、1着から順に11番人気→6番人気→5番人気と入線。3連単の払戻金は817万1760円（的中1票）となり、岩手競馬の過去最高記録（2009年12月13日・水沢競馬第7競走、537万8990円）を更新した[150][151]。
- 12日 - JRA所属騎手の森裕太朗（栗東）が、31日付で引退することを発表。今後は調教助手に転身する[152]。JRAは26日に、森より騎手免許の取消申請があり、31日付で免許を取り消すことを発表[153]。
- 14日
  - 埼玉県浦和競馬組合は、所属調教師の内野健二が31日付で引退することを発表[154]。
  - 岐阜県地方競馬組合は、所属騎手の長江慶悟と調教師の栗本陽一に対し、それぞれ以下の通り処分を行ったことを発表[155][156][157]。
    - 長江に対する処分
      - 2024年7月から12月の期間に、10回にわたり調整ルーム内の他騎手居室に無断侵入。また、うち2回は同居室の施錠時に管理人室から鍵を持ち出して侵入していた。これは岐阜県地方競馬組合開催執務委員長指示事項の15.調整ルームに関する指示に違反したと認定し、騎乗停止10日（3月19日 - 21日、24日、25日 - 28日、31日、4月1日）

    - 栗本に対する処分
      - 2024年8月から本年1月の期間に、自身の厩舎に所属する複数の厩務員に対し、ハラスメント行為（業務上必要かつ相当な範囲を超えた不適切な言動）を繰り返し行った。これは岐阜県地方競馬組合管理者指示事項の1.一般事項に関する指示に違反し、調教師として業務上の注意義務を怠る行為と認定し、戒告及び賞典停止2日（3月19日・20日）
- 15日 - 阪神競馬第8競走（第27回阪神スプリングジャンプ、J・GII、障害芝3900m、8頭）で五十嵐雄祐（美浦）が1着となり、高田潤、森一馬（いずれも栗東）、石神深一（美浦）に次ぐ史上4人目のJRA障害重賞全6場制覇を達成した[158]。
- 16日 - 帯広競馬第12競走（第57回ばんえい記念、BG1）で、メムロボブサップ（牡9、坂本東一厩舎）が優勝。同馬はこの勝利で通算獲得賞金が1億135万7500円となり、2006年に達成したスーパーペガサス以来、ばんえい競馬史上8頭目の1億円達成馬となった。また、騎乗した渡来心路（ばんえい）は同競走を初騎乗で初勝利となった[159]。
- 17日 - 水沢競馬は降雪による馬場コンディション不良のため、第6競走以降を取りやめとした。代替開催は行わない[160]。
- 18日 - 地方競馬全国協会は令和6年度第3回調教師・騎手免許試験の新規合格者を発表し、調教師4名、調教師補佐1名、騎手11名（うち女性1名）が合格した。調教師試験の合格者には、騎手の石崎駿と森泰斗（いずれも船橋）が含まれている。騎手試験の合格者は地方競馬教養センターの騎手候補生10名のほか、厩務員を経て再取得となる櫻井光輔（川崎）が含まれている。免許はいずれも4月1日付で交付される[161]。
- 19日 - 浦和競馬は悪天候（降雪）による馬場コンディション不良のため、全競走を取りやめとした。これに伴う代替開催は行わない[162][163]。なお同日予定されていたネクストスター東日本は4月10日に川崎競馬第11競走で代替施行された[164][165]。
- 21日 - 特別区競馬組合は、所属調教師の立花貢、辻野豊、佐藤壽の3名が31日付で引退することを発表[166][167]。
- 22日 - 阪神競馬第6競走（4歳以上1勝クラス、ダート1800m、10頭）で、松山弘平（栗東）が史上28人目（現役16人目）となるJRA通算1万3千回騎乗をJRA史上最速・最年少で達成[168]。また、続く阪神競馬第8競走（4歳以上2勝クラス、芝2600m、9頭）では武豊（栗東）がJRA史上初とな通算2万5千回騎乗を達成した[169]。
- 27日
  - 騎手の濱尚美（高知）は自身のSNSで、4月から休職することを公表。復帰予定は明示せず、「数年先になると思う」とつづっている[170]。
  - 騎手の矢野貴之（大井）が大井競馬で8鞍に騎乗し、7連勝した。一日7勝は地方競馬全国協会に記録が残る1973年以降、南関東では最多記録となった[171]。

### 4月
- 5日 - アラブ首長国連邦のメイダン競馬場でドバイワールドカップミーティング諸競走が行われ、UAEダービー（G2）をアドマイヤデイトナ（牡3、美浦・加藤征弘厩舎）[172]、ドバイターフ（G1）をソウルラッシュ（牡7、栗東・池江泰寿厩舎）[173]、ドバイシーマクラシック（G1）をダノンデサイル（牡4、栗東・安田翔伍厩舎）が優勝[174]し、日本調教馬が3勝を挙げた。
- 11日 - 川崎競馬は悪天候（雷雨）のため、第8競走から第10競走を取りやめとした[175]。
- 17日 - 岐阜県地方競馬組合は、所属騎手の長江慶悟が地方競馬全国協会に対して騎手免許の取り消し申請を行い、16日付で取り消しとなったことを発表[176]。→3月14日のできごとも参照
- 19日 - 高知競馬第9競走（C2-3、ダート1400m、12頭）で、岡村卓弥（高知）が地方競馬通算1万回騎乗を達成[177]。
- 27日
  - 東京競馬第11競走（第60回フローラステークス、GII）で、戸崎圭太（美浦）が史上48人目（現役27人目）となるJRA通算1万1千回騎乗を達成[178]。
  - 香港のシャティン競馬場でチャンピオンズデー諸競走が行われ、メインのクイーンエリザベス2世カップ（G1）でタスティエーラ（牡5、美浦・堀宣行厩舎）が優勝[179]。なお、同競走に出走したリバティアイランド（牝5、栗東・中内田充正厩舎）は最後の直線で故障を発生し競走を中止。予後不良と診断され、安楽死の措置が取られた[180]。→#死亡も参照
- 28日 - 埼玉県浦和競馬組合は、3月31日付で騎手を引退した内田利雄の服色（桃、胴白星ちらし）を永久保存とすることを発表[181]。

### 5月
- 7日 - 名古屋競馬第7競走（B級7組、ダート1500m、10頭）で、宮下瞳（愛知）が日本の女性騎手として初めてとなる地方競馬通算1万5千回騎乗を達成[182]。
- 18日 - 東京競馬第9競走（テレ玉杯、4歳以上2勝クラス、芝1600m、9頭）で、サンデーレーシング所有馬が1着から4着までを独占した。同一馬主による上位4着独占は、1962年8月19日の小倉競馬第2競走（森下政雄）以来63年ぶり2度目の珍事となった[183]。
- 24日 
  - 東京競馬第9競走（カーネーションカップ、3歳1勝クラス、芝1800m、9頭）で、松岡正海（美浦）が史上29人目（現役17人目）となるJRA通算1万3千回騎乗を達成[184]。
  - 高知競馬は馬場状況悪化のため、第8競走以降を取りやめとした。これに伴う代替開催は実施しない[185]。
- 25日 - 東京競馬第7競走（4歳以上1勝クラス、芝2400m、8頭）で、丹内祐次（美浦）が史上40人目（現役23人目）となるJRA通算1万2千回騎乗を達成[186]。
- 29日 - ホッカイドウ競馬は、騎手の宮崎光行が6月3日付で騎手免許を取り消し、引退することを発表。6月4日に門別競馬場で引退セレモニーを行う[187]。
- 31日 - JRAは天候調査を行った結果、「落雷の可能性があり、安全な競馬が困難であると判断したため」として、東京競馬第9競走「富嶽賞」を取りやめとした。また第10競走以降も発走時刻を10分から30分繰り下げて施行した[188][189]。

### 6月
- 2日 - 佐賀県競馬組合は、所属騎手の合林海斗が本人の申請により同日付で騎手免許を取り消したことを発表[190]。
- 3日 - JRAは、京都競馬場100周年記念事業の一環として、将棋の公式戦竜王戦第4局（11月12日・13日）を京都競馬場で開催することを発表[191]。
- 12日 - 大井競馬第11競走（優駿スプリントトライアル、3歳選抜馬オープン、ダート右回り1200m、13頭）は、発走委員が真正な発走と認めなかったため、カンパイ（スタートやり直し）となった。各馬は再度ゲートに戻され、再発走となった[192]。
- 25日
  - JRAは、騎手の水口優也（栗東）から騎手免許の取消申請があり、7月1日付で免許を取り消し、引退することを発表。水口は5月20日に、6月いっぱいをもって騎手を引退することを報道向けに公表していた[193]。29日に行われた小倉競馬第12競走（3歳以上1勝クラス、ダート1700m、16頭立て14着）が最後の騎乗となった[194]。今後は金沢の乗馬クラブで、人材育成の勉強をする予定[194][195]。
  - 浦和競馬は馬場コンディション調査のため、第7競走と第8競走を取りやめとした[196]。
- 27日 - 特別区競馬組合は、調教師の市村誠がオンラインカジノを利用したことにより罰金刑に処され、競馬の信用を失墜させたことを理由として、戒告および30日から7月16日まで開催日15日間の賞典停止としたことを発表[197]。
- 28日 - 函館競馬第10競走（洞爺湖特別、3歳以上2勝クラス、芝2000m、16頭）で、北村友一（栗東）が史上49人目（現役28人目）となるJRA通算1万1千回騎乗を達成[198]。
- 29日 - 福島競馬第2競走（3歳未勝利、芝2600m、16頭）で、1着から11番人気→12番人気→6番人気の順に入線し、3連複の配当が同競馬史上最高を更新する107万2240円を記録[199]。

### 7月
- 1日 - 大井競馬第6競走（C2九・十・十一、ダート右回り1600m、14頭）は、発走後に1頭がゲート内で転倒し、ゲートを引き込むことができなくなったため、レース不成立となった。同競走の投票券はすべて返還となった[200]。
- 3日 - 特別区競馬組合は、騎手の大木天翔が一身上の都合により、11日付で引退すると発表[201]。
- 10日 - 川崎競馬第8競走（バカラ賞、C1一・二・三、ダート1500m、14頭）で、2着が3頭同着となる珍事が発生。3連単の的中組番は6通りが的中となった。川崎競馬場での3頭同着は、1986年8月21日に3頭が1着同着となって以来、39年ぶりとなった[202]。また、その後に予定されていた第10競走は激しい雷雨による天候不順のため取りやめとなった[203]。
- 13日 - 函館競馬第11競走（巴賞、3歳以上オープン、芝1800m、12頭）で、ディープインパクト産駒がJRA史上初となる通算2800勝を達成[204]。
- 18日 - 地方競馬全国協会は令和7年度第1回調教師・騎手免許試験の新規合格者を発表し、調教師6名、調教師補佐3名、騎手1名が合格。調教師の合格者の中には、現役騎手の及川裕一（岩手）、横井将人（愛知）、田中学（兵庫）が含まれている。いずれも、免許は8月1日付で交付される[205][206]。
- 19日 - 福島競馬第7競走（3歳未勝利、芝1200m、16頭）で、1着から6番人気→16番人気→13番人気の順に入線し、3連複の配当が約3週間前の6月29日に記録した107万2240円をさらに更新する135万7680円を記録[207]。→6月29日のできごとも参照
- 26日 - 中京競馬第1競走（障害3歳以上未勝利、芝3000m、14頭）で、大江原圭（美浦）が史上20人目（現役7人目）となるJRA障害競走通算1千回騎乗を達成[208]。
- 30日 - ロシアで発生した地震により日本の太平洋沿岸で広範囲に津波警報が発令されたため、以下の影響が出ている。
  - ホッカイドウ競馬は、門別競馬の全競走を取りやめとした。これに伴い、門別競馬場およびすべてのAiba場外発売所での場外発売・払戻も中止となった。なお、同日に予定されていた重賞競走「旭岳賞（H3）」は、8月5日に振り替えて実施する[209][210]。
  - ばんえい競馬の場外発売所「ハロンズ釧路」は、津波警報の発令に伴い閉鎖となった[211]。
  - 岩手競馬の場外発売所「テレトラック種市・宮古・釜石」は、津波警報の発令により発売・払戻を取りやめとした[212]。

### 8月
- 16日 - 新潟競馬第9競走（新潟ジャンプステークス、J・GIII）でインプレス（牡6）が1着となり、管理調教師の佐々木晶三（栗東）は史上8人目となるJRA全10場での重賞勝利を達成した[213]ほか、アサクサゲンキに騎乗した西谷誠（栗東）は史上5人目（現役2人目）となるJRA障害競走通算1500回騎乗を達成した[214]。
- 18日 - 浦和競馬は雷雨の影響により「安全かつ公正な競馬ができない」と判断したため、第7競走から第9競走までを取りやめとした[215]。
- 20日 - JRAは、所属騎手の和田翼（栗東）から騎手免許取り消し申請があり、9月3日付で免許を取り消すことを発表[216]。

## 競走成績

### 中央競馬・平地GI
| 競走名                         | 競走名                         | 競走名                         | 優勝馬             | 性齢 | 騎手                           | 調教師                         | 所属                      |
| 月日                           | 競馬場                         | コース・距離                   | 優勝馬             | 性齢 | 馬主                           | 馬主                           | タイム                    |
| ------------------------------ | ------------------------------ | ------------------------------ | ------------------ | ---- | ------------------------------ | ------------------------------ | ------------------------- |
| 第42回フェブラリーステークス   | 第42回フェブラリーステークス   | 第42回フェブラリーステークス   | コスタノヴァ       | 牡5  | レイチェル・キング             | 木村哲也                       | JRA美浦                   |
| 2月23日                        | 東京競馬場                     | ダート1600m                    | コスタノヴァ       | 牡5  | 吉田勝己                       | 吉田勝己                       | 1:33.5                    |
| 第55回高松宮記念               | 第55回高松宮記念               | 第55回高松宮記念               | サトノレーヴ       | 牡6  | ジョアン・モレイラ             | 堀宣行                         | JRA美浦                   |
| 3月30日                        | 中京競馬場                     | 芝1200m                        | サトノレーヴ       | 牡6  | 里見治                         | 1:07.9                         |                           |
| 第69回大阪杯                   | 第69回大阪杯                   | 第69回大阪杯                   | ベラジオオペラ     | 牡5  | 横山和生                       | 上村洋行                       | JRA栗東                   |
| 4月6日                         | 阪神競馬場                     | 芝2000m                        | ベラジオオペラ     | 牡5  | 林田祥来                       | 林田祥来                       | 1:56.2 （コースレコード） |
| 第85回桜花賞                   | 第85回桜花賞                   | 第85回桜花賞                   | エンブロイダリー   | 牝3  | ジョアン・モレイラ             | 森一誠                         | JRA美浦                   |
| 4月13日                        | 阪神競馬場                     | 芝1600m                        | エンブロイダリー   | 牝3  | （有）シルクレーシング         | 1:33.1                         |                           |
| 第85回皐月賞                   | 第85回皐月賞                   | 第85回皐月賞                   | ミュージアムマイル | 牡3  | ジョアン・モレイラ             | 高柳大輔                       | JRA栗東                   |
| 4月20日                        | 中山競馬場                     | 芝2000m                        | ミュージアムマイル | 牡3  | （有）サンデーレーシング       | （有）サンデーレーシング       | 1:57.0 （レースレコード） |
| 第171回天皇賞（春）            | 第171回天皇賞（春）            | 第171回天皇賞（春）            | ヘデントール       | 牡4  | ダミアン・レーン               | 木村哲也                       | JRA美浦                   |
| 5月4日                         | 京都競馬場                     | 芝3200m                        | ヘデントール       | 牡4  | （有）キャロットファーム       | （有）キャロットファーム       | 3:14.0                    |
| 第30回NHKマイルカップ          | 第30回NHKマイルカップ          | 第30回NHKマイルカップ          | パンジャタワー     | 牡3  | 松山弘平                       | 橋口慎介                       | JRA栗東                   |
| 5月11日                        | 東京競馬場                     | 芝1600m                        | パンジャタワー     | 牡3  | （株）Deep Creek               | （株）Deep Creek               | 1:31.7                    |
| 第20回ヴィクトリアマイル       | 第20回ヴィクトリアマイル       | 第20回ヴィクトリアマイル       | アスコリピチェーノ | 牝4  | クリストフ・ルメール           | 黒岩陽一                       | JRA美浦                   |
| 5月18日                        | 東京競馬場                     | 芝1600m                        | アスコリピチェーノ | 牝4  | （有）サンデーレーシング       | （有）サンデーレーシング       | 1:32.1                    |
| 第86回優駿牝馬（オークス）     | 第86回優駿牝馬（オークス）     | 第86回優駿牝馬（オークス）     | カムニャック       | 牝3  | アンドレアシュ・シュタルケ     | 友道康夫                       | JRA栗東                   |
| 5月25日                        | 東京競馬場                     | 芝2400m                        | カムニャック       | 牝3  | 金子真人ホールディングス（株） | 金子真人ホールディングス（株） | 2:25.7                    |
| 第92回東京優駿（日本ダービー） | 第92回東京優駿（日本ダービー） | 第92回東京優駿（日本ダービー） | クロワデュノール   | 牡3  | 北村友一                       | 斉藤崇史                       | JRA栗東                   |
| 6月1日                         | 東京競馬場                     | 芝2400m                        | クロワデュノール   | 牡3  | （有）サンデーレーシング       | （有）サンデーレーシング       | 2:23.7                    |
| 第75回安田記念                 | 第75回安田記念                 | 第75回安田記念                 | ジャンタルマンタル | 牡4  | 川田将雅                       | 高野友和                       | JRA栗東                   |
| 6月8日                         | 東京競馬場                     | 芝1600m                        | ジャンタルマンタル | 牡4  | （有）社台レースホース         | （有）社台レースホース         | 1:32.7                    |
| 第66回宝塚記念                 | 第66回宝塚記念                 | 第66回宝塚記念                 | メイショウタバル   | 牡4  | 武豊                           | 石橋守                         | JRA栗東                   |
| 6月15日                        | 阪神競馬場                     | 芝2200m                        | メイショウタバル   | 牡4  | 松本好雄                       | 松本好雄                       | 2:11.1                    |

### 中央競馬・障害（J・GI）
| 競走名                     | 競走名                     | 競走名                     | 優勝馬         | 性齢 | 騎手     | 調教師   | 所属                      |
| 月日                       | 競馬場                     | コース・距離               | 優勝馬         | 性齢 | 馬主     | 馬主     | タイム                    |
| -------------------------- | -------------------------- | -------------------------- | -------------- | ---- | -------- | -------- | ------------------------- |
| 第27回中山グランドジャンプ | 第27回中山グランドジャンプ | 第27回中山グランドジャンプ | エコロデュエル | 牡6  | 草野太郎 | 岩戸孝樹 | JRA美浦                   |
| 4月19日                    | 中山競馬場                 | 障害芝4260m                | エコロデュエル | 牡6  | 原村正紀 | 原村正紀 | 4:50.5 （コースレコード） |

### 地方競馬・ダートグレード競走（GI・JpnI）
| 競走名             | 競走名             | 競走名             | 優勝馬           | 性齢 | 騎手                 | 調教師     | 所属                      |
| 月日               | 競馬場             | 距離               | 優勝馬           | 性齢 | 馬主                 | 馬主       | タイム                    |
| ------------------ | ------------------ | ------------------ | ---------------- | ---- | -------------------- | ---------- | ------------------------- |
| 第74回川崎記念     | 第74回川崎記念     | 第74回川崎記念     | メイショウハリオ | 牡8  | 浜中俊               | 岡田稲男   | JRA栗東                   |
| 4月9日             | 川崎競馬場         | 2100m              | メイショウハリオ | 牡8  | 松本好雄             | 松本好雄   | 2:18.0                    |
| 第70回羽田盃       | 第70回羽田盃       | 第70回羽田盃       | ナチュラルライズ | 牡3  | 横山武史             | 伊藤圭三   | JRA美浦                   |
| 4月29日            | 大井競馬場         | 1800m              | ナチュラルライズ | 牡3  | 吉岡寛行             | 吉岡寛行   | 1:52.1                    |
| 第37回かしわ記念   | 第37回かしわ記念   | 第37回かしわ記念   | シャマル         | 牡7  | 川須栄彦             | 松下武士   | JRA栗東                   |
| 5月5日             | 船橋競馬場         | 1600m              | シャマル         | 牡7  | 金山敏也             | 金山敏也   | 1:39.2                    |
| 第71回東京ダービー | 第71回東京ダービー | 第71回東京ダービー | ナチュラルライズ | 牡3  | 横山武史             | 伊藤圭三   | JRA美浦                   |
| 6月11日            | 大井競馬場         | 2000m              | ナチュラルライズ | 牡3  | 吉岡寛行             | 吉岡寛行   | 2:03.8                    |
| 第29回さきたま杯   | 第29回さきたま杯   | 第29回さきたま杯   | シャマル         | 牡7  | 川須栄彦             | 松下武士   | JRA栗東                   |
| 6月25日            | 浦和競馬場         | 1400m              | シャマル         | 牡7  | 金山敏也             | 金山敏也   | 1:23.2 （コースレコード） |
| 第48回帝王賞       | 第48回帝王賞       | 第48回帝王賞       | ミッキーファイト | 牡4  | クリストフ・ルメール | 田中博康   | JRA美浦                   |
| 7月2日             | 大井競馬場         | 2000m              | ミッキーファイト | 牡4  | 野田みづき           | 野田みづき | 2:03.1                    |

### ばんえい競馬（BG1）
| 競走名                 | 競走名                 | 競走名                 | 優勝馬           | 性齢 | 騎手       | 調教師     | タイム ばんえい重量 |
| 月日                   | 競馬場                 | 距離（馬場水分）       | 優勝馬           | 性齢 | 馬主       | 馬主       | タイム ばんえい重量 |
| ---------------------- | ---------------------- | ---------------------- | ---------------- | ---- | ---------- | ---------- | ------------------- |
| 第47回帯広記念         | 第47回帯広記念         | 第47回帯広記念         | コウテイ         | 牡8  | 西将太     | 槻舘重人   | 2:08.2 900kg        |
| 1月2日                 | 帯広競馬場             | 200m（2.3%）           | コウテイ         | 牡8  | 永井和弘   | 永井和弘   | 2:08.2 900kg        |
| 第18回天馬賞           | 第18回天馬賞           | 第18回天馬賞           | タカラキングダム | 牡5  | 阿部武臣   | 村上慎一   | 1:34.1 760kg        |
| 1月3日                 | 帯広競馬場             | 200m（1.9%）           | タカラキングダム | 牡5  | 下内美繪子 | 下内美繪子 | 1:34.1 760kg        |
| 第35回ヒロインズカップ | 第35回ヒロインズカップ | 第35回ヒロインズカップ | サクラヒメ       | 牝7  | 渡来心路   | 今井茂雅   | 2:10.3 810kg        |
| 1月26日                | 帯広競馬場             | 200m（2.6%）           | サクラヒメ       | 牝7  | 城川悟子   | 城川悟子   | 2:10.3 810kg        |
| 第56回イレネー記念     | 第56回イレネー記念     | 第56回イレネー記念     | キョウエイエース | 牡3  | 菊池一樹   | 村上慎一   | 1:52.1 690kg        |
| 3月9日                 | 帯広競馬場             | 200m（1.8%）           | キョウエイエース | 牡3  | 大野昇     | 大野昇     | 1:52.1 690kg        |
| 第57回ばんえい記念     | 第57回ばんえい記念     | 第57回ばんえい記念     | メムロボブサップ | 牡9  | 渡来心路   | 坂本東一   | 2:17.5 1000kg       |
| 3月16日                | 帯広競馬場             | 200m（1.3%）           | メムロボブサップ | 牡9  | 竹澤一彦   | 竹澤一彦   | 2:17.5 1000kg       |

### 騎手招待・交流競走
- 第39回全日本新人王争覇戦（1月21日、高知競馬場）総合優勝：高杉吏麒（JRA栗東）[244]
- 第22回佐々木竹見カップ ジョッキーズグランプリ（2月4日、川崎競馬場）総合優勝：吉原寛人（金沢）[245]
- LJSレディースジョッキーズシリーズ2025（3月8日：佐賀競馬場、3月12日：園田競馬場）総合優勝：木之前葵（愛知）[246][247]
- 2025地方競馬ジョッキーズチャンピオンシップ（5月26日、金沢競馬場）総合優勝：本田正重（船橋）[248]

## 表彰

### 第4回競馬功績者表彰（農林水産大臣賞）
4月25日発表。
- 騎手
  - 横山典弘（日本中央競馬会騎手）
  - 桑島孝春（船橋競馬場元騎手、地方競馬全国協会参与）
  - 石崎隆之（船橋競馬場元騎手）
- 調教師
  - 野口孝（浦和競馬場調教師）
  - 松山康久（日本中央競馬会元調教師）
- 生産者等
  - 柏木務（競走馬育成者）
- 主催者等
  - 畑山光伸（日本中央競馬会元副理事長、中央競馬馬主社会福祉財団理事長）

### 令和7年春の叙勲
4月30日発表。
- 旭日双光章：佐々木竹見（川崎競馬場元騎手）

### 2025年度JRA顕彰者
6月16日発表。
- 音無秀孝（元JRA調教師）

### 2025年度JRA顕彰馬
6月16日発表。
- イクイノックス

## 新規免許取得者
騎手・調教師のみ記載。ただし地方競馬及び日本国外からJRAへ移籍した者、引退・失効・免許返上後に再取得した者は除く。
地方競馬は年度単位（4月 - 翌年3月）となっているが、免許日を基準に記載する。
記載は、氏名（所属地、免許日）の順。

### 騎手
- 上里直汰（JRA美浦、3月1日）[120]
- 遠藤汰月（JRA美浦、3月1日）[120]
- 谷原柚希（JRA美浦、3月1日）[120]
- 舟山瑠泉（JRA美浦、3月1日）[120]
- 田山旺佑（JRA栗東、3月1日）[120]
- 森田誠也（JRA栗東、3月1日）[120]
- 和田陽希（JRA栗東、3月1日）[120]
- 中山遥人（浦和、4月1日）[161]
- 椿聡太（船橋、4月1日）[161]
- 小野俊斗（大井、4月1日）[161]
- 杉山海波（大井、4月1日）[161]
- 小笠原羚（愛知、4月1日）[161]
- 小谷哲平（兵庫、4月1日）[161]
- 米玉利燕三（兵庫、4月1日）[161]
- 近藤翔月（高知、4月1日）[161]
- 長谷川蓮（佐賀、4月1日）[161]
- 林悠翔（佐賀、4月1日）[161]
- 井口裕貴（笠松、8月1日）[205]

### 調教師
- 秋本大介（JRA美浦、1月1日）[254][255]
- 手塚貴徳（JRA美浦、1月1日）[254][255]
- 平岩大典（JRA美浦、1月1日）[254][255]
- 松尾卓哉（JRA美浦、1月1日）[254][255]
- 室井潔（JRA美浦、1月1日）[254][255]
- 井上智史（JRA栗東、1月1日）[254][255]
- 加藤公太（JRA栗東、1月1日）[254][255]
- 柴田卓（JRA栗東、1月1日）[254][255]
- 橋田宜長（JRA栗東、1月1日）[254][255]
- 石崎駿（船橋、4月1日）[161]
- 森泰斗（船橋、4月1日）[161]
- 奥山幸房（大井、4月1日）[161]
- 長友豊（川崎、4月1日）[161]
- 西野直樹（岩手、8月1日）[205]
- 及川裕一（岩手、8月1日）[205]
- 横井将人（愛知、8月1日）[205]
- 服部功（愛知、8月1日）[205]
- 入垣大輔（兵庫、8月1日）[205]
- 田中学（兵庫、8月1日）[205]

## 通算勝利数の記録
地方競馬は「地方通算」のものと「中央・地方通算」（主にホッカイドウ競馬で使用）があるが、それぞれ出典に拠った。
同一人物が複数の記録を達成した場合は原則として最後に記録したものを記載するが、地方競馬から中央競馬へ移籍した騎手、また中央所属で平地競走と障害競走でそれぞれ記載可能な記録、さらに地方競馬及び日本国外所属で中央競馬もしくは地方競馬初勝利等が発生した場合はこの限りでない。
記載は、氏名（達成地、達成日）の順。

### 騎手
| 初勝利 舟山瑠泉（JRA中山、3月8日） 田山旺佑（JRA阪神、3月9日） 和田陽希（JRA中京、3月22日） 森田誠也（JRA阪神、3月29日） 上里直汰（JRA中山、4月5日） 近藤翔月（高知、4月5日） 林悠翔（佐賀、4月5日） 長谷川蓮（佐賀、4月12日） 米玉利燕三（園田、4月15日）※初騎乗で達成 小谷哲平（園田、4月16日） 遠藤汰月（JRA福島、4月20日） 小笠原羚（名古屋、4月23日） 小野俊斗（大井、4月28日） マイケル・ディー（JRA東京、5月4日）※JRA初勝利 渡邊準己（門別、5月7日） 椿聡太（船橋、5月9日） 杉山海波（大井、5月19日） 中山遥人（浦和、5月26日） 鷲頭虎太（JRA東京、6月7日）※障害競走初勝利 矢野貴之（JRA東京、6月8日）※大井所属。JRA初勝利 落合玄太（JRA函館、7月20日）※北海道所属。JRA初勝利 100勝 望月洵輝（名古屋、1月3日） 木間塚龍馬（浦和、1月10日） 秋山稔樹（JRA小倉、2月15日） 小沢大仁（JRA小倉、2月22日） 宮内勇樹（門別、4月16日） 中越琉世（川崎、5月15日） アンドレアシュ・シュタルケ（JRA京都、5月18日）※JRA通算 瀬川将輝（大井、6月13日） 横山琉人（JRA福島、6月28日） 泉谷楓真（JRA小倉、7月5日） 200勝 大山龍太郎（園田、1月3日） 石堂響（姫路、3月6日） 井上瑛太（高知、3月23日） ジョアン・モレイラ（JRA中山、4月5日）※JRA通算。JRA史上最少騎乗回数で達成 岡遼太郎（高知、4月13日） 佐々木世麗（園田、4月29日） 山本聡紀（水沢、6月9日） 武藤雅（JRA福島、6月28日） 佐々木大輔（JRA函館、7月12日） 望月洵輝（名古屋、8月18日） 300勝 山田義貴（佐賀、2月16日） 野畑凌（川崎、3月6日） 金山昇馬（佐賀、3月6日） 団野大成（JRA阪神、4月13日） 塚本涼人（盛岡、5月5日） 細川智史（名古屋、5月22日） 吉井章（大井、6月9日） 安藤洋一（大井、6月11日） 加藤利征（名古屋、7月23日） 400勝 西村淳也（JRA中京、1月12日） 井上幹太（姫路、3月6日） 鈴木太一（金沢、3月18日） 柴田勇真（金沢、6月29日） 山本咲希到（園田、8月15日） 500勝 藤本現暉（大井、1月28日） 菱田裕二（JRA阪神、3月15日） 西啓太（大井、4月14日） 岡村健司（船橋、7月4日） 600勝 友森翔太郎（名古屋、3月27日） 田野豊三（園田、5月22日） 塚本征吾（笠松、6月10日） 飛田愛斗（佐賀、6月21日） 丹内祐次（JRA函館、7月19日） 700勝 達城龍次（大井、2月19日） 村上弘樹（名古屋、3月28日） 栗原大河（金沢、4月20日） 横山武史（JRA東京、6月7日） 津村明秀（JRA福島、7月12日） 800勝 竹村達也（園田、3月20日） 藤江渉（船橋、4月4日） 落合玄太（門別、5月29日）※地方競馬通算 山下裕貴（佐賀、7月5日） 岡村卓弥（高知、7月27日） 900勝 松岡正海（JRA中山、4月19日） 松井伸也（門別、6月4日） | 1000勝 杉浦健太（園田、4月29日） 中島龍也（金沢、5月5日） 加藤聡一（名古屋、6月16日） 渡来心路（ばんえい帯広、7月14日） 1100勝 三浦皇成（JRA東京、5月17日） 渡邊竜也（笠松、8月11日） 1200勝 田辺裕信（JRA中山、3月1日） 及川裕一（水沢、4月14日） 廣瀬航（園田、7月23日） 1300勝 宮下瞳（名古屋、1月6日） 藤原幹生（笠松、4月3日） 松山弘平（JRA小倉、7月12日） 石川倭（門別、7月17日）※地方・中央との合算 1400勝 池添謙一（JRA中京、1月12日） 青柳正義（金沢、5月13日） 筒井勇介（笠松、6月10日） 本田正重（大井、7月14日） 1600勝 戸崎圭太（JRA中山、3月22日） 1800勝 桑村真明（門別、7月10日） 今井貴大（名古屋、7月23日） 2000勝 クリストフ・ルメール（JRA東京、4月26日）※JRA最少騎乗回数で達成 山本政聡（水沢、4月28日） 高松亮（水沢、6月15日） 山崎誠士（川崎、6月18日） 2300勝 服部茂史（門別、4月24日） 笹川翼（大井、6月30日） 2400勝 大畑雅章（笠松、1月9日） 宮川実（高知、2月24日） 2500勝 永森大智（高知、7月13日） 2700勝 山本聡哉（盛岡、6月2日） 2900勝 矢野貴之（大井、7月1日）※地方競馬通算 3200勝 吉原寛人（金沢、6月2日） 3600勝 小牧太（園田、6月6日）※地方競馬通算 3800勝 下原理（園田、1月2日） 向山牧（笠松、5月30日） 4600勝 武豊（JRA札幌、8月9日） 4700勝 赤岡修次（高知、7月6日） 5200勝 岡部誠（名古屋、1月20日） 5500勝 山口勲（佐賀、6月8日） |

### 調教師
| 初勝利 陶文峰（水沢、3月10日） 東田明士（JRA阪神、3月16日） 加藤公太（JRA阪神、3月16日） 秋山真一郎（JRA阪神、3月22日） 柄崎将寿（JRA中山、3月23日） 前川恭子（JRA阪神、3月23日） 佐藤悠太（JRA阪神、3月23日） 井上智史（JRA阪神、4月5日） 浅利英明（JRA中山、4月6日） 田中勝春（JRA福島、4月13日） 水上直人（浦和、4月24日） 倉富隆一郎（佐賀、4月26日） 真島二也（佐賀、4月27日） 大津剛（船橋、6月2日） 長谷川剛史（船橋、7月5日） 100勝 加藤士津八（JRA中山、1月11日） 辻野泰之（JRA阪神、3月2日） 宮川真衣（高知、4月6日） 永田幸宏（水沢、4月13日） 和田勇介（JRA東京、4月27日） 新谷功一（JRA京都、5月3日） 四位洋文（JRA札幌、8月16日） 200勝 田中博康（JRA東京、2月22日） 箕輪武（浦和、2月26日） 黒岩陽一（JRA東京、5月18日） 鮫島克也（佐賀、5月18日） 浜田多実雄（JRA札幌、8月3日） 300勝 吉田正美（浦和、1月9日） 角田晃一（JRA中京、1月12日） 中西達也（高知、2月4日） 榎屋充（名古屋、2月12日） 佐々木清明（川崎、3月4日） 荒井朋弘（大井、3月11日） 池添学（JRA京都、5月25日） 高橋義忠（JRA函館、6月22日） 400勝 澤佳宏（大井、1月28日） 高野友和（JRA京都、2月2日） 宮本博（JRA京都、2月16日） 渡邉和雄（大井、2月19日） 蛯名雄太（大井、3月25日） 川島洋人（門別、6月5日） 佐野謙二（大井、6月13日） 山崎裕也（川崎、6月18日） 谷潔（JRA小倉、6月28日） 福永敏（大井、8月15日） 500勝 河津裕昭（川崎、2月7日） 目迫大輔（高知、6月14日） 飯田弘道（盛岡、7月13日） | 600勝 安部幸夫（名古屋、1月1日） 後藤佑耶（笠松、2月4日） 池田忠好（佐賀、4月19日） 山田徹（佐賀、5月4日） 700勝 手塚貴久（JRA東京、5月18日） 加藤征弘（JRA函館、7月13日） 千葉幸喜（盛岡、7月22日） 800勝 井手上慎一（名古屋、1月1日） 工藤真司（高知、7月5日） 米川昇（門別、7月22日） 900勝 矢作芳人（JRA京都、2月2日） 藤原英昭（JRA京都、2月9日） 川島正一（船橋、3月31日） 1000勝 宮路洋一（高知、2月9日） 加藤和宏（金沢、5月18日） 1100勝 国枝栄（JRA福島、4月13日） 1200勝 佐藤雅彦（盛岡、7月7日） 大島静夫（佐賀、7月13日） 1300勝 手島勝利（佐賀、4月5日） 藤ヶ崎一人（名古屋、4月22日） 1400勝 菅原欣也（金沢、3月24日） 川田孝好（佐賀、6月22日） 1500勝 田上忠夫（ばんえい帯広、1月19日） 1600勝 笹野博司（笠松、6月2日） 1700勝 田中譲二（高知、2月19日） 1900勝 田中淳司（門別、4月24日） 2100勝 小久保智（川崎、5月16日） 2200勝 田中範雄（園田、4月22日） 打越勇児（高知、4月27日） 川西毅（名古屋、6月27日） 2500勝 真島元徳（佐賀、1月5日） 2900勝 金田一昌（金沢、5月18日） 4400勝 角田輝也（名古屋、6月17日） |

## 競走馬の登録抹消
以下は本年に登録を抹消された競走馬の一覧である。

### JRA

#### 1月
- クリノプレミアム[455]
- オマツリオトコ[456]
- ディクテオン[457]
- イーグルノワール[458]
- ピースオブエイト[459]

#### 2月
- アスクワイルドモア[460]
- ヴェルトライゼンデ[461]
- カフジオクタゴン[462]
- ヴィブラフォン[462]
- ジャックドール[463]
- グロリアムンディ[464]

#### 3月
- テンハッピーローズ[465]
- アドマイヤベル[466]
- シンティレーション[467]
- ドゥーラ[468]
- メイショウムラクモ[469]

#### 4月
- アーテルアストレア[470]
- ヴェントヴォーチェ[471]
- エミュー[472]
- ヴェイルネビュラ[473]

#### 5月
- クリスタルブラック[474]
- ウシュバテソーロ[475]
- ブリッツファング[476]
- アネゴハダ[477]
- キラーアビリティ[478]
- ポタジェ[479]
- サペラヴィ[480]
- ラプタス[481]
- ボッケリーニ[482]
- ミッキーカプチーノ[483]

#### 6月
- アグリ[484]
- ハヤヤッコ[485]

#### 7月
- ロスコフ[486]
- カラテ[487]
- ケンシンコウ[488]
- パラレルヴィジョン[489]
- キミワクイーン[490]
- グラティアス[491]
- プログノーシス[492]

#### 8月
- ヴィクティファルス[493]

### 地方競馬

#### 1月
- スペルマロン[494]

#### 2月
- ローズプリンスダム[495]

#### 3月
- エムティアンジェ[496][497]
- ロードブレス[498]
- グランドボヌール[499]

#### 4月
- クリノガウディー[500]
- デルマルーヴル[501]

#### 5月
- ジャスティン[502]

#### 6月
- ティーズダンク[503][504]

#### 7月
- スマイルウィ[505][506]

## 死亡

### 競走馬・繁殖馬・功労馬
- 1月6日 - フレンチデピュティ[507]
- 1月11日 - ファストフレンド[508]
- 1月16日（公表日） - アイアンバローズ[注 8][509]
- 1月29日 - タイキポーラ[510]
- 2月2日 - エイシンプレストン[511]
- 2月16日- タヤスブルーム[512]
- 2月21日 - タイキフォーチュン[513]
- 2月24日 - ジャンダルム[514]
- 3月2日- イルバチオ[515]
- 3月4日 - ロージズインメイ[516]
- 3月14日 - エイジアンウインズ[517]
- 3月16日 - サイドワインダー[518]
- 3月29日 - ヴェルトライゼンデ[519]
- 3月31日 - サマリーズ[520]
- 4月7日 - マックロウ[521]
- 4月25日 - メイショウマンボ[522]
- 4月27日 - リバティアイランド[注 9]→できごと節の4月27日の項も参照[180]
- 5月2日 - クールジョイ[524]
- 5月9日 - アンライバルド[525]
- 5月10日 - サンライズプリンス[526]
- 5月14日 - ダノンシャンティ[527]
- 5月28日 - ガルボマンボ[528]
- 6月14日 - ミリアッドラヴ[注 10][530]
- 6月15日（公表日） - マイネルウィルトス[注 11][532]
- 6月20日 - ベレヌス[533]
- 7月1日 - エンゼルカロ[534]
- 7月6日 - エモシオン[535]
- 7月10日 - ダノンバラード[536]
- 7月14日 - ルスナイクリスティ[537]
- 7月20日 - ワイルドワンダー[538]
- 8月8日 - グラスワンダー[539]

### 人物
- 1月6日 - 上田琢巳（東京スポーツ所属の予想家。ラップタイムを重視した予想スタイルで知られた）[540]
- 1月13日 - 松本幸祐（兵庫県競馬組合騎手）→できごと節の1月13日の項も参照[101]
- 1月31日 - 渡辺薫（東京スポーツ所属の競馬記者。1985年2月から2010年4月まで本紙予想を担当）[541]
- 3月22日 - 吉岡八郎（元日本中央競馬会騎手・調教師）[542]
- 4月12日 - 松崎圭介（日本中央競馬会調教助手（栗東・藤岡範士厩舎→中内田充正厩舎所属）。2023年牝馬3冠を達成したリバティアイランドやダノンファンタジーなどを手掛ける）[543][544]
- 6月19日 - 田村駿仁（元日本中央競馬会調教師）[545]
- 7月23日 - 永井啓弍（中京馬主協会名誉会長。主な所有馬にサイレンススズカなど多数）[546]